# Élections générales saskatchewanaises de 1956
L'élection générale saskatchewanaise de 1956 se déroule le 20 juin 1956 afin d'élire les députés de l'Assemblée législative de la Saskatchewan. Il s'agit de la 13e élection générale en Saskatchewan depuis la création de cette province du Canada en 1905.

## Résultats
| Parti                                | Parti                     | Chef        | # de candidats | Sièges | Sièges | Sièges  | Voix    | Voix    | Voix     |
| Parti                                | Parti                     | Chef        | # de candidats | 1952   | Élus   | % Diff. | #       | %       | % Diff.  |
| ------------------------------------ | ------------------------- | ----------- | -------------- | ------ | ------ | ------- | ------- | ------- | -------- |
|                                      | Commonwealth coopératif   |             | 53             | 42     | 36     | -14,3 % | 249 634 | 45,25 % | -8,81 %  |
|                                      | Libéral                   |             | 52             | 11     | 14     | +27,3 % | 167 427 | 30,34 % | -8,93 %  |
|                                      | Crédit social             |             | 53             | -      | 3      |         | 118 491 | 21,48 % | +17,58 % |
|                                      | Progressiste-conservateur |             | 9              | -      | -      | -       | 10 921  | 1,98 %  | +0,01 %  |
|                                      | Indépendant               | Indépendant | 2              | -      | -      | -       | 4 714   | 0,85 %  | +0,57 %  |
|                                      | Ouvrier progressiste      |             | 2              | -      | -      | -       | 536     | 0,10 %  | -0,11 %  |
| Total                                | Total                     | Total       | 171            | 53     | 53     | -       | 551 723 | 100 %   |          |
| Source : (en) Elections Saskatchewan |                           |             |                |        |        |         |         |         |          |